# 孫顯家
孫顯家，河南省開封府滎陽縣人，清朝政治人物、同進士出身。
光緒三年（1877年），参加丁丑科殿試，登進士三甲第119名。同年五月，分部學習。